# Harpobittacus tillyardi
Harpobittacus tillyardi är en näbbsländeart som beskrevs av Peter Esben-Petersen 1915. 
Harpobittacus tillyardi ingår i släktet Harpobittacus och familjen styltsländor. Inga underarter finns listade i Catalogue of Life.